# Vallo Allingu
Vallo Allingu (Jõgeva, 11 gennaio 1978) è un ex cestista estone.

## Palmarès
- Campionato estone: 4

Tartu Ülikool: 2003-04, 2006-07, 2007-08, 2009-10
- Coppa di Estonia: 5

Tartu Ülikool: 2004, 2009, 2010, 2011, 2013